# Crotalaria teretifolia
Crotalaria teretifolia är en ärtväxtart som beskrevs av Milne-redh.. Crotalaria teretifolia ingår i släktet sunnhampor, och familjen ärtväxter. IUCN kategoriserar arten globalt som livskraftig. Inga underarter finns listade i Catalogue of Life.